# Jakob von Avesnes

Wappen der Herren von Avesnes

Jakob I. von Avesnes (fr. Jacques Ier d’Avesnes, * um 1152; † 7. September 1191 bei Arsuf) war ab 1171 Herr von Avesnes, Condé und Leuze und ein bedeutender französischer Adliger aus dem Adelsgeschlecht Avesnes.
Er war der Sohn von Nicholas von Oisy, Herr von Avesnes und Matilda von La Roche. Er heiratete Adela († 1185), die Erbtochter von Burchard, dem Herren von Guise. Diese Vermählung führte seiner Familie umfangreichen neue Besitzungen zu. Er stieg zu einem bedeutenden Ritter des Hennegau auf. Er pflegte wohl auch gute Kontakte zum englischen König Heinrich II.
1189 führte er auf dem Seeweg eine Vorausabteilung des Dritten Kreuzzugs mit französischen, flämischen und friesischen Kreuzfahrern nach Palästina, wo er im Spätsommer 1189 eintraf. Er schloss sich der gerade begonnenen Belagerung von Akkon (1189–1191) an. Nach der Eroberung von Akkon zog er mit dem Hauptheer des Kreuzzugs an der Seite des englischen Königs Richard Löwenherz die Küste entlang Richtung Jaffa, wobei Jakob das flämische Kreuzzugskontingent befehligte. Am 7. September 1191 fiel er in der Schlacht bei Arsuf.
Es ist anzunehmen, dass der englische König seine Finger mit im Spiel hatte, als Jakobs Kindern der soziale Aufstieg in den Hochadel gelang. Dieser benötigte Unterstützung in den Reihen des französischen Adels und sorgte durch die Fürsprache bei diversen hohen Herren für seinen Schützling. So heiratete Jakobs ältester Sohn, Walter II. von Avesnes, eine Erbtochter aus dem Hause Champagne und wurde so zum Grafen von Blois und Chartres, und Burkhard IV. von Avesnes vermählte sich mit der Schwester der Gräfin von Flandern. Doch auch die Töchter Jakobs wurden an große Herren verheiratet. So wurde Mathilde zur Gräfin von Chiny, nachdem sie 1206 Ludwig IV. von Chiny geheiratet hatte, Ida zur Herrin von Enghien und Ada zur Gräfin von Soissons.

## Nachkommen
Mit seiner Ehefrau Adela von Guise hatte er acht Kinder:
- Walter II. von Avesnes, Herr von Avesnes, Leuze, Condé und Guise, Graf von Blois und Chartres
- Jakob, Herr von Landrecies (wohl identisch mit dem Ritter des vierten Kreuzzuges Jakob von Avesnes, † 1209)
- Wilhelm († 1219)
- Burkhard († 1244), Bailli von Hennegau
- Matilda ⚭ I Nicholas IV. von Rumigny ⚭ II Ludwig IV. († 1226) Graf von Chiny (Haus Chiny)
- Adelheid ⚭ Roger von Rosoy († 1246)
- Ida (* 1180; † 1216), ⚭ Engelbert IV. von Enghien
- Ada (Adela) ⚭ I Heinrich III. von Grandpré ⚭ II Raoul von Nesle, Graf von Soissons